# Roberto de Visiani
Roberto de Visiani (Šibenik, 9. travnja 1800. – Padova, 4. svibnja 1878.), hrvatski botaničar talijanskog porijekla.

## Životopis
Prof. Roberto de Visiani bio je dugogodišnji ravnatelj botaničkog vrta u Padovi od 1837. do 1878.
Napisao je djelo „Flora Dalmatica” u tri velika toma. U njoj je obradio 2250 biljnih vrsta i nižih taksonomskih jedinica. Po prvi put je opisao 60 vrsta i 5 novih rodova biljaka. Po preporuci Antuna Dropca u djelo je uvrstio i po prvi put opisao sva fiziološka obilježja dalmatinskog buhača.
Pisao je hrvatske i latinske nazive. Istakao se u hortikulturnoj djelatnosti. Za istraživanje oplodnje vanilije (Vanila planifolia), nagrađen je zlatnom kolajnom Hortikulturnog društva u Beču. Organizirao je prvu izložbu cvijeća u tadašnjoj Lombardsko-venetskoj kraljevini 1845., u čast 300. obljetnice osnutka botaničkog vrta.
U Botaničkom vrtu u Padovi, nastavio je rad svojih prethodnika, sadnjom cedrova, borova, magnolija, a izveo je i brežuljke s krivudavim stazama u engleskom stilu.
Po njemu su nazvane biljke: Vizianijev vrisak (lat. Satureja visianii) i Vizianijeva modričica (lat. Asperula visianii). Pronašao je endemsku biljku dalmatinsko zvonce 1847. godine u okolici Klisa. Pokopan je u Šibeniku.